# Fernand de Brinon
Fernand de Brinon (Libourne, 26 de agosto de 1885-Montrouge, 15 de abril de 1947) fue un político y periodista francés simpatizante  nazi.

## Biografía
Nacido en Libourne el 26 de agosto de 1885, demostró una postura germanófila durante el periodo de entreguerras, creando junto a Otto Abetz el comité Francia-Alemania en 1935. Presentó a Pierre Laval a Adolf Hitler y  actuó como colaboracionista durante la Segunda Guerra Mundial, llegando a ocupar el cargo de embajador de la Francia de Vichy en el territorio administrado militarmente por los nazis. Refugiado en Alemania en 1944, fue capturado en Baviera en 1945 y trasladado a Francia. Condenado a muerte, fue fusilado en Montrouge el 15 de abril de 1947.